# انهيار منزل أشر (مسلسل قصير)
انهيار منزل أشر هو مسلسل قصير [[أدب الرعب|رعب] ودراما من إنشاء مايك فلاناغان ومستوحى قليلاً عن رواية تحمل نفس الاسم للكاتب إدغار آلان بو واعمال اخرى من تأليفه. المسلسل من بطولة بروس جرينود، كارلا جوجينو، ماري ماكدونيل، كارل لامبلي ومارك هاميل ومن المقرر عرضه على منصة نتفليكس بتاريخ 12 أكتوبر 2023.

## الحبكة
يواجه الرئيس التنفيذي لشركة أدوية فاسدة ماضيه المشكوك فيه عندما يبدأ أطفاله بالموت بطرق غامضة ووحشية.

## طاقم التمثيل
- كارلا جوجينو بدور فيرنا
- بروس جرينود بدور رودريك أشر
  - زاك جيلفورد بدور رودريك أشر (نسخة الاقل عمراً)
- ماري ماكدونيل بدور مادلين أشر
  - ويللا فيتزجيرالد بدور مادلين أشر (نسخة الاقل عمراً)
- كارل لامبلي بدور سي أوغست دوبين
  - مالكولم جودوين بدور سي أوغست دوبين (نسخة الاقل عمراً)
- سامانثا سلويان بدور تامرلين أشر
- تانيا ميلر بدور فيكتورين لافوركيد
- راهول كوهلي بدور نابولين أشر
- كيت سيجيل بدور كميل لاسباناي
- سوريان سابكوتا بدور بروسبيرو آشر
- كيتي باركر بدور أنابيل لي
- مايكل تروكو بدور روفوس ويلموث غريسولد
- هنري توماس (ممثل) بدور فريدريك آشر
- مارك هاميل بدور آرثر بيم

## روابط خارجية
- انهيار منزل أشر على موقع IMDb (الإنجليزية)
- انهيار منزل أشر على موقع ميتاكريتيك (الإنجليزية)
- انهيار منزل أشر على موقع روتن توميتوز (الإنجليزية)
- انهيار منزل أشر على موقع نتفليكس (الإنجليزية)
- انهيار منزل أشر على موقع فيلمافينيتي (الإسبانية)
- انهيار منزل أشر على موقع ليتربوكسد (الإنجليزية)
- انهيار منزل أشر على موقع ألو سيني (الفرنسية)
- انهيار منزل أشر على موقع قاعدة بيانات الفيلم (الإنجليزية)